# Tupfer
Ein Tupfer (oder Operationstupfer) ist ein saugfähiger Ballen aus Faserstoffen, mit dem man Flüssigkeiten, zumeist Blut, oder Verunreinigungen bei Operationen beseitigen kann.
Er wird zum Abwischen von Schmutz im septischen OP, zum Abtupfen von Blut und Wasser, zum Blutstillen und zum Aufbringen von Medikamenten verwendet. Die Verwendung ergibt die Anforderungen an einen Tupfer, der sterilisierbar, hypoallergisch, inert und saugfähig sein muss. Tupfer haben eine atraumatische Oberfläche und radiologische Auffälligkeit. Dies wird dadurch erreicht, dass geschlichtete Baumwollfäden zu einem Netz versponnen werden und dann zu einem Ballen gebunden oder verwirkt wird. Die Fäden werden geschlichtet, damit sie keine Fasern verlieren, gebunden wird der Tupfer, damit er keine Fäden verliert.
Danach wird der Tupfer mit einem Metallband markiert und schließlich sterilisiert.
In Deutschland werden Tupfer mit einem radiologischen Marker versehen.